# Susana Santos
Susana Santos Godinho (Oliveira do Douro (Vila Nova de Gaia), 5 luglio 1992) è una mezzofondista e maratoneta portoghese.

## Palmarès
| Anno | Manifestazione    | Sede         | Evento         | Risultato | Prestazione | Note |
| ---- | ----------------- | ------------ | -------------- | --------- | ----------- | ---- |
| 2009 | EYOF              | Tampere      | 3000 m piani   | 4ª        | 9'57"76     |      |
| 2009 | Europei di cross  | Dublino      | Corsa U20      | 68ª       | 16'28"      |      |
| 2009 | Europei di cross  | Dublino      | A squadre      | 6ª        | 103 p.      |      |
| 2010 | Europei di cross  | Albufeira    | Corsa U20      | dnf       | dnf         |      |
| 2011 | Europei U20       | Tallinn      | 3000 m piani   | 8ª        | 9'56"73     |      |
| 2011 | Mondiali di cross | Punta Umbría | Corsa U20      | 49ª       | 21'41"      |      |
| 2011 | Mondiali di cross | Punta Umbría | A squadre      |           |             |      |
| 2013 | Europei di cross  | Belgrado     | Corsa U23      | 44ª       | 22'01"      |      |
| 2013 | Europei di cross  | Belgrado     | A squadre      |           |             |      |
| 2014 | Europei di cross  | Samokov      | Corsa U23      | 51ª       | 25'15"      |      |
| 2014 | Europei di cross  | Samokov      | A squadre      |           |             |      |
| 2017 | Europei di cross  | Šamorín      | Corsa seniores | 66ª       | 29'33"      |      |
| 2017 | Europei di cross  | Šamorín      | A squadre      | 4ª        | 60 p.       |      |
| 2024 | Europei           | Roma         | Mezza maratona | 44ª       | 1h13'31"    |      |
| 2024 | Giochi olimpici   | Parigi       | Maratona       | 57ª       | 2h35'37"    |      |

## Campionati nazionali
2010
- Bronzo ai campionati portoghesi, 10000 m piani - 36'47"56
- 5ª ai campionati portoghesi indoor, 1500 m piani - 4'29"80
- 4ª ai campionati portoghesi under-23, 1500 m piani - 4'52"16
- Argento ai campionati portoghesi under-23, 800 m piani - 2'14"95
- 4ª ai campionati portoghesi under-23 indoor, 3000 m piani - 10'05"14
- Oro ai campionati portoghesi under-20, 1500 m piani - 4'36"09
- Oro ai campionati portoghesi under-20, 800 m piani - 2'16"69
- Oro ai campionati portoghesi under-20 indoor, 3000 m piani - 10'15"92

2011
- 6ª ai campionati portoghesi, 800 m piani - 2'15"52
- 5ª ai campionati portoghesi indoor, 3000 m piani - 9'40"71
- Oro ai campionati portoghesi under-20 indoor, 3000 m piani - 10'14"15
- Oro ai campionati portoghesi under-20 indoor, 1500 m piani - 4'37"22

2013
- 5ª ai campionati portoghesi indoor, 3000 m piani - 9'51"57
- Bronzo ai campionati portoghesi indoor, 1500 m piani - 4'33"99
- Argento ai campionati portoghesi under-23, 3000 m piani - 10'03"12
- Argento ai campionati portoghesi under-23, 1500 m piani - 4'35"34
- Argento ai campionati portoghesi under-23 indoor, 1500 m piani - 9'53"01
- 6ª ai campionati portoghesi under-23 indoor, 1500 m piani - 4'45"38"

2014
- 7ª ai campionati portoghesi, 10000 m piani - 34'36"60
- 6ª ai campionati portoghesi, 5000 m piani - 16'43"89
- Bronzo ai campionati portoghesi indoor, 3000 m piani - 9'44"81
- 10ª ai campionati portoghesi di 10 km su strada - 36'23"
- Argento ai campionati portoghesi indoor, 1500 m piani - 4'35"66
- Oro ai campionati portoghesi under-23, 3000 m piani - 9'45"56
- Bronzo ai campionati portoghesi under-23, 1500 m piani - 4'33"91

2015
- 6ª ai campionati portoghesi, 10000 m piani - 34'10"09
- Bronzo ai campionati portoghesi indoor, 3000 m piani - 9'49"12
- Bronzo ai campionati portoghesi indoor, 1500 m piani - 4'41"82
- Bronzo ai campionati portoghesi indoor, 800 m piani - 2'19"38
- 8ª ai campionati portoghesi di 10 km su strada - 34'42"

2016
- 5ª ai campionati portoghesi, 1500 m piani - 4'37"09

2017
- 6ª ai campionati portoghesi indoor, 3000 m piani - 9'48"25
- 4ª ai campionati portoghesi di 10 km su strada - 35'05"

2018
- Bronzo ai campionati portoghesi, 5000 m piani - 16'31"23
- 4ª ai campionati portoghesi, 1500 m piani - 4'30"78
- 4ª ai campionati portoghesi di 10 km su strada - 34'40"
- Oro ai campionati portoghesi universitari, 5000 m piani - 16'45"08

2019
- Oro ai campionati portoghesi, 5000 m piani - 16'41"20
- Oro ai campionati portoghesi indoor, 3000 m piani - 9'45"39
- 12ª ai campionati portoghesi di 10 km su strada - 35'55"

2020
- Argento ai campionati portoghesi, 3000 m piani - 9'23"17

2021
- 6ª ai campionati portoghesi di corsa campestre - 28'26"
- 8ª ai campionati portoghesi di 10 km su strada - 36'43"

2022
- 6ª ai campionati portoghesi di corsa campestre - 27'30"
- 16ª ai campionati portoghesi di 10 km su strada - 36'05"

2023
- 4ª ai campionati portoghesi di corsa campestre - 12'54"
- 6ª ai campionati portoghesi di 10 km su strada - 34'01"

2024
- 6ª ai campionati portoghesi di corsa campestre - 27'42"

2025
- 7ª ai campionati portoghesi di corsa campestre - 14'03"
- Oro ai campionati portoghesi di mezza maratona - 1h12'39"
- 4ª ai campionati portoghesi di 10 km su strada - 34'04"

## Altre competizioni internazionali
2017
- 10ª nella First League degli Europei a squadre ( Vaasa), 3000 m piani - 9'36"50
- 15ª alla Mezza maratona di Porto ( Oporto) - 1h23'19"

2018
- 7ª alla Mezza maratona di Porto ( Oporto) - 1h18'47"

2019
- 36ª in Coppa Europa dei 10000 metri ( Londra), 10000 m piani - 33'40"91
- 7ª alla Mezza maratona di Porto ( Oporto) - 1h15'57"

2021
- 4ª alla Mezza maratona di Porto ( Oporto) - 1h16'45"

2022
- 10ª alla Mezza maratona del Portogallo ( Lisbona) - 1h17'02"

2023
- 24ª alla Maratona di Valencia ( Valencia) - 2h25'35"
- 13ª alla Maratona di Siviglia ( Siviglia) - 2h28'56"
- 15ª alla Mezza maratona di Lisbona ( Lisbona) - 1h12'27"
- 10ª alla Mezza maratona di Valencia ( Valencia) - 1h10'53"
- 4ª alla Mezza maratona del Portogallo ( Lisbona) - 1h13'12"
- 7ª alla Mezza maratona di Porto ( Oporto) - 1h17'32"

2024
- 13ª alla Maratona di Valencia ( Valencia) - 2h24'46"
- 14ª alla Mezza maratona di Lisbona ( Lisbona) - 1h13'17"
- 21ª alla Mezza maratona di Valencia ( Valencia) - 1h10'47"

2025
- 12ª alla Mezza maratona di Lisbona ( Lisbona) - 1h12'39"